# قوراك
كوراك Qurac  هو بلد خيالي في كون دي سي. وهي دولة في الشرق الأوسط على الخليج العربي، تقع بين العراق، السعودية، عمان. قوراك دولة راعية للإرهاب.

## التاريخ
تم تسريب الأسلحة المصممة من قبل جون هنري آيرون (في المستقبل الفولاذ Steel), من قبل شركات أميرتيك على المتمردين في قوراك، مما أدى إلى مقتل الكثير من المدنيين. وفي وقت لاحق، نظم إرهابيين من قوراك أعتداءات ضخمة على البيت الأبيض ولكن تم إيقافهم من قبل سايبورغ سوبرمان في ظهوره الأول.
في اللغة البوسنية والصربية والكرواتية «قوراك» كلمة مبتذلة نسخة من كلمة قضيب الإنسان في هذه اللغات.

### شيشاير
يقوم القاتل شيشاير بتفجير رأس حربي نووي على العاصمة ويدمرها تماماً في ديثستروك، الناهي #19. يتم القبض عليه في وقت لاحق ومحاكمته في الجبابرة. يتحول العديد من القوراسيين الناجين إلى أشكال خارقة نتيجة أشعاعات القنبلة.
تمكنت بقية البلاد من المثابرة، كما هو مبين في فرقة العدالة الأمريكية #85, 2003. تحت تأثير قوة توارد خواطر خارجية، تعمل من خلال المريخي، قام حاكم قوراسي بمشاريع خطط الأندماج بين بلده وبياليا.
في رواية الميراث للكاتب ديفين جريسون، يذكر دابر ابن رئيس قوراك الجديد في أعقاب هجوم شيشاير وأبن عمه راشد.

### كش ملك
يظهر البلد عدة مرات في كش ملك المجلد 1 عندما تقوم وكالة بمحاولة إشعال حرب أهلية داخل حدودها من خلال دعم المتمردين المواليين للغرب ومرة أخرى في (المجلد. 2) #6, عندما يتم إنقاذ ريك فلاج من سجن قوراسي سري من قبل النمر البرونزي.

### محاكمات شازام
أخيل (إله السحر، وليس البطل الأسطوري) يخدم في قوراك برتبة ملازم في سلاح البحرية الأمريكي، يسأل فريدي فريمان، الذي يسعى إلى أخذ زمام المبادرة ككابتن مارفل الجديد، لإثبات شجاعته لأخيل في قتاله ضد الكراهية العاطفية hate empath, الوحش القادر على التغذي على العاطفة. سابينا، ساحرة شابة مرتبطة بـ«مجلس ميرلين»، تطلق سراح الوحش حينما تبحث عن مشروع بعض قوى شازام لنفسها وللمجلس.

### القلنسوة الحمراء والخارجين عن القانون
يتم ذكر قوراك بعد الإطاحة بـ«دكتاتور وحشي» وإبداله بنظام والذي هو «بنفس السوء»، على الرغم من حيادية الراوي، جايسون تود هو المشتبه به في هذه المسألة بما أن روي هاربر قد سجن من قبل النظام الجديد لمدة غير محددة «لجرائم حرب ملفقة».

## في وسائل الإعلام الأخرى
- في شباب العدالة الحلقة «مجرد», يتم ذكر قوراك من قبل باتمان بينما هو متجه نحو بياليا التي يتم حكمها من قبل ملكة النحل. وتظهر في حلقة «صورة»  وتكون ديمقراطية، على غرار العراق. تحاول ملكة النحل أستخدام بسايمون لإجبار الرئيس رومان هارجافتي (زعيم بياليان المسلوبة من ملكة النحل في الكوميكس) أن يوافق على الجمع بين هذه البلدان، ومع ذلك يتم أحباط الخطة من قبل الفريق. السكان المميزون غارفيلد وماري لوغان. في الموسم الثاني حلقة «تحت»، تندمج قوراك مع بياليا.
- يتم ذكر قوراك بإيجاز في «الفرقة الأنتحارية» و «سارة», حلقات من السهم.
- كذلك يتم ذكرها بأيجاز من قبل مجرمين عشوائيين وديثستروك في لعبة الفيديو باتمان:فارس أركام.

## وصلات خارجية
- أطلس كون DC: قوراك
- سوبرمان الصفحة الرئيسية: قوراك